# Малігонівська сільська рада
Малі́гонівська сільська́ ра́да — колишня адміністративно-територіальна одиниця та орган місцевого самоврядування в Ширяївському районі Одеської області. Адміністративний центр — село Малігонове.
05.02.1965 Указом Президії Верховної Ради Української РСР передано Малігонівську сільраду Фрунзівського району до складу Ширяївського району.

## Загальні відомості
- Територія ради: 69,533 км²
- Населення ради: 796 осіб (станом на 2001 рік)
- Територією ради протікає річка Середній Куяльник

## Населені пункти
Сільській раді підпорядковані населені пункти:
- с. Малігонове
- с. Володимирівка
- с. Копійкове
- с. Машенька

## Населення
Згідно з переписом УРСР 1989 року чисельність наявного населення сільської ради становила 1229 осіб, з яких 572 чоловіки та 657 жінок.
За переписом населення України 2001 року в сільській раді мешкало 789 осіб.

### Мова
Розподіл населення за рідною мовою за даними перепису 2001 року:
| Мова       | Відсоток |
| ---------- | -------- |
| українська | 92,09 %  |
| молдовська | 5,28 %   |
| російська  | 2,51 %   |

## Склад ради
Рада складалася з 12 депутатів та голови.
- Голова ради: Ясніцька Любов Іванівна
- Секретар ради: Кришталь Людмила Миколаївна

### Керівний склад попередніх скликань
| Прізвище, ім'я, по батькові | Основні відомості                                                         | Дата обрання | Дата звільнення |
| --------------------------- | ------------------------------------------------------------------------- | ------------ | --------------- |
| Ясніцька Любов Іванівна     | Сільський голова, 1963 року народження                                    | 26.03.2006   | 31.10.2010      |
| Ясніцька Любов Іванівна     | Сільський голова, 1962 року народження, освіта вища, член Партії регіонів | 31.10.2010   |                 |

Примітка: таблиця складена за даними сайту Верховної Ради України

### Депутати
За результатами місцевих виборів 2010 року депутатами ради стали:

#### За суб'єктами висування
| Суб'єкт висування                                       | Кількість обраних депутатів | %    |
| ------------------------------------------------------- | --------------------------- | ---- |
| Партія регіонів                                         | 8                           | 66,7 |
| Самовисування                                           | 2                           | 16,7 |
| Народна партія                                          | 1                           | 8,3  |
| Політична партія Всеукраїнське об'єднання «Батьківщина» | 1                           | 8,3  |

#### За округами
| № округу                                                | Прізвище, ім'я, по батькові      | Дата визнання обраним | Освіта  | Партійна приналежність | Відомості про обраного депутата                      |
| ------------------------------------------------------- | -------------------------------- | --------------------- | ------- | ---------------------- | ---------------------------------------------------- |
| Народна Партія                                          |                                  |                       |         |                        |                                                      |
| 9                                                       | Яворська Світлана Вікторівна     | 02.11.2010            | середня | позапартійна           | пенсіонер                                            |
| Партія регіонів                                         |                                  |                       |         |                        |                                                      |
| 1                                                       | Кришталь Людмила Миколаївна      | 02.11.2010            | вища    | член Партії регіонів   | Малігонівська сільська рада, секретар                |
| 2                                                       | Толкаченко Володимир Миколайович | 02.11.2010            | середня | позапартійний          | Малігонівська сільська рада, завідувач клубу         |
| 4                                                       | Мараховська Людмила Іванівна     | 02.11.2010            | вища    | позапартійна           | будинок милосердя, завідувачка                       |
| 5                                                       | Тимунь Любов Іванівна            | 02.11.2010            | вища    | позапартійна           | Малігонівська загальноосвітня школа, директор        |
| 7                                                       | Місюра Людмила Петрівна          | 02.11.2010            | середня | позапартійна           | Малігонівська загальноосвітня школа, вчитель         |
| 8                                                       | Лонська Віра Георгіївна          | 02.11.2010            | середня | позапартійна           | СТО «Ольга», доярка                                  |
| 10                                                      | Мєщенчук Павло Леонідович        | 10.11.2010            | середня | позапартійний          | тимчасово не працює                                  |
| 11                                                      | Авраменко Любов Миронівна        | 02.11.2010            | середня | позапартійна           | тимчасово не працює                                  |
| Політична партія Всеукраїнське об'єднання «Батьківщина» |                                  |                       |         |                        |                                                      |
| 12                                                      | Голдай Ірина Василівна           | 02.11.2010            | середня | позапартійна           | фермерське господарство «Ольга», завідувачка складом |
| Самовисування                                           |                                  |                       |         |                        |                                                      |
| 3                                                       | Чернега Володимир Васильович     | 02.11.2010            | середня | позапартійний          | тимчасово не працює                                  |
| 6                                                       | Стогорнюк Ігор Миколайович       | 02.11.2010            | середня | позапартійний          | приватний підприємець                                |